# Juanicó
Juanicó – miasto w Urugwaju, w departamencie Canelones.